# Witold Baran
Pour les articles homonymes, voir Baran.
Witold Stanislav Baran, né le 29 juillet 1939 à Chmielów (voïvodie de Sainte-Croix) et mort le 22 juin 2020 à Bydgoszcz, est un athlète polonais pratiquant le demi-fond.

## Biographie
Witold Baran, compétiteur d'un mètre 79 pour 70 kilogrammes, se fait connaître sur le plan international durant la saison 1961 en détenant 3 des 6 meilleures performances de la saison sur la distance du 1 500 mètres. Cela le place comme l'un des favoris pour le titre européen lors des Championnats d'Europe 1962 à Belgrade.
Durant la finale, il mène la course devant l'autre favori, le Français Michel Jazy, qui a obtenu la médaille d'argent lors des Jeux olympiques de 1960 à Rome. A l'entrée du dernier virage, Jazy le passe et va facilement s'approprier la médaille d'or.
Lors des grands championnats suivants, les Jeux olympiques de 1964 à Tokyo, il est inscrit sur le 1 500 mètres, dont le favori est le néo-zélandais Peter Snell. A l'entrée du dernier tour d'une course couru sur un rythme lent, neuf concurrents peuvent encore se disputer le podium. Snell accélère et laisse ses adversaires à plusieurs longueurs. Baran termine lui à la 6e place.
Ce sera sa dernière apparition en grand championnat. 

## Palmarès

### Jeux olympiques d'été
- Jeux olympiques de 1964 à Tokyo, Japon
  - 6e du 1 500 mètres

### Championnats d'Europe d'athlétisme
- Championnats d'Europe 1962 à Belgrade, Yougoslavie
  -  Médaille d'argent du 1 500 mètres